# 錫薩克-莫斯拉維納縣
錫薩克-莫斯拉維納縣（Sisačko-moslavačka županija），是克羅地亞中部的一個縣。南鄰波黑。面積4,463平方公里，人口183,730（2001年）。首府錫薩克。
下分六市、十三鎮。縣議會有49席。